# 秘太刀 馬の骨
『秘太刀 馬の骨』（ひだち うまのほね）は、藤沢周平による日本の時代小説である。
テレビドラマ化され、2005年8月26日から2005年9月30日までNHK「金曜時代劇」で放送された。2013年3月4日から、ひかりTV時代劇専門チャンネルで再放送される。

## 概要
『オール讀物』1990年12月号から1992年10月号に連載された。
政争の火種がくすぶる東北の小藩で、家老からとある流派に伝わる秘太刀「馬の骨」の伝承者を探し出すことを命じられた二人の男が、不伝流矢野道場の道場主と高弟5人に立会いを挑む。物語の後半で勃発した政変の中で、意外な伝承者が明らかになる。

## あらすじ
東北のとある小藩。浅沼半十郎は、家老で派閥の領袖小出帯刀の引きで近習頭取に出世したが、長男の病死以来、気鬱の病にとらわれた妻杉江が悩みの種である。
そんなある日、半十郎は帯刀に呼び出される。そして、帯刀の甥石橋銀次郎と共に、6年前の望月家老暗殺に関わったと思われる秘太刀「馬の骨」の伝承者を探し出すように、と命ぜられる。
「馬の骨」は、不伝流矢野道場の先々代が編み出したものであったが、現道場主矢野藤蔵と立ち会った銀次郎は、藤蔵は秘太刀を伝授されていないと考える。先代時代の高弟5人のいずれかが伝授されたと考え、立会いの中でそれを見つけようとするが、矢野道場は他流試合を禁じていた。銀次郎は、高弟たちの弱みを見つけ、口止めを条件に試合を申し込もうと図る。時に大怪我を負いながらも、銀次郎は偏執的に高弟たちと試合を重ね、帯刀もそんな甥を止めようとしなかった。そこで、だんだんと半十郎は帯刀の「馬の骨」探索の意図に疑念を抱くようになる。
結局、5人の高弟の誰も「馬の骨」を伝授されていないと判断した銀次郎は、帯刀の妾を連れて江戸に戻ろうとするが、帯刀が放った討手に斬られて重傷を負い、半十郎の家に逃げ込む。半十郎が、銀次郎と闘った高弟の1人北爪平九郎の屋敷に銀次郎を移動させると、銀次郎は帯刀が先代藩主をだまして望月家老を暗殺させたようだと語る。それを現藩主に気付かれると、藩主を亡き者にしようと画策して失敗し、今度は自分が暗殺されるのを恐れて、暗殺剣「馬の骨」を探し出そうとしたのだろうと言う。
一方、次第に症状が軽くなった杉江は、それまで下婢のふでに任せきりだった家事や娘直江の教育にも少しずつ手を出すようになっていく。だが、半十郎に対するよそよそしい態度はなかなか改まらない。半十郎は、自分を憎むことで、心の均衡を保とうとしているのだと、一切杉江を責めずに耐えている。そんなある日、杉江が直江に小太刀を教えている時、野犬が屋敷に侵入して直江を襲う。しかし、杉江は立ちすくむばかりで、犬を追い払うことも、かまれた直江を介抱することもしなかった。半十郎は、これまでの鬱積した気持ちと共に、杉江を叱る。すると、杉江は悲しげな表情を半十郎に向ける。半十郎は後悔しながらも、夫婦の運命に対する悲しみを共有できたようにも感じる。事実、それから少しずつ杉江の半十郎に対する態度はやわらいでいく。
藩主の命を受けた側用人石渡新三郎は、着々と帯刀の陰謀の証拠を集めていく。最後の仕上げに帰国した彼を、帯刀は暗殺せんとして股肱の刺客赤松織衛を送り込むが、石渡を警護していた矢野道場高弟の沖山茂兵衛を殺害し、北爪平九郎を負傷させたものの、石渡の殺害には失敗する。焦った帯刀は、彼の陰謀の生き証人である淡路屋の元番頭を殺そうと、赤松を連れてその住まいに向かう。一方、沖山の敵を討とうといきり立つ長坂権平と飯塚孫之丞を鎮めようとした半十郎は、黒ずくめの男が帯刀を刺殺する現場に遭遇する。飯塚と共に男を追った半十郎は、男が赤松を倒すのを目撃する。その男の正体に気付いた半十郎と飯塚は、このことを誰にも言わぬと誓う。
気鬱の症状が軽くなった杉江は、下僕の伊助を連れ、気鬱を煩ってから初めて長男の墓参に行く。その帰り道、浪人が旅籠の息子を捕まえ、太刀を振り回して脅しているところに遭遇する。杉江は木刀を振るって浪人を撃退する。旅籠の息子を救ったことで、自分の息子を亡くした傷がいやされた杉江は、声も表情もすっかり気鬱から解放されたようだと伊助は感じる。そして伊助は、下城した半十郎にそれを報告する。

## 登場人物
年齢や年数は、特に断りが無い限り「馬の骨」探索1年目を基準とする。

### 浅沼家
浅沼半十郎
本作の主人公。
家は代々御書院目付だったが、小出帯刀の引きで近習頭取130石に出世した。10年以上前には励武館（藩校併設の道場）で知られた剣士だった。
家庭では気鬱を煩う妻の杉江に手を焼いている。1年前に長男を病気で亡くし、子は娘の直江のみ。
あるとき帯刀に、秘太刀「馬の骨」の遣い手を探す石橋銀次郎の手助けをするように命ぜられた。実際には、探索に異常な執着を見せ、そのためには手段を選ばない銀次郎の目付役をせざるを得ず、それに辟易しながらも、次第に自身も探索に引き込まれていった。と同時に、帯刀が「馬の骨」を探索させる理由が、自分に語ったのとは別にあるのではないかと疑い始める。そして、「馬の骨」を探し終えたら、小出派を抜けさせて欲しいと帯刀に伝えた。
「馬の骨」が矢野道場の高弟たちに伝授されていないことを確認した後、帯刀が送った討手に斬られて大怪我をした銀次郎をかくまった。そして、「馬の骨」の秘密を知っているという銀次郎を、飯塚孫之丞の護衛の下、北爪平九郎の屋敷に送り届けた。そして、銀次郎から彼の父が語ったという帯刀の陰謀に関する推理を聞く。
黒ずくめの男が帯刀を刺殺し、赤松織衛を殺害する現場を、飯塚孫之丞と共に目撃する。2人ともその男の正体に気づいたが、他言無用を誓い合った。
浅沼杉江
半十郎の妻。1年ほど前に長男が病死してから気鬱になって、何日もふさぎ込んだり、長男が死んだのは、医者を呼ぶのが遅れた半十郎のせいだと一晩中責めたりした。その後、次第にそれらの症状は回復していったが、半十郎に対するよそよそしい態度はなかなか改善しなかった。半十郎は、自分を憎むことで悲しみに耐えているのだと思うようにし、妻のそのような態度を我慢しようとした。
娘の頃に長谷道場で小太刀を習い、兄の新兵衛よりも筋がいいと言われたことがある。少し回復し、小太刀を直江に教えていたとき、野良犬が屋敷に入ってきて直江を襲った。しかし、杉江は木刀を手にしながら何もせず、直江がかまれて怪我をしていても突っ立っているだけだった。今まで一切杉江を責めなかった半十郎がそれを責めて怒鳴りつけたことで、悲しみに満ちた目を半十郎に向ける。半十郎は、今まで鬱積していた思いを妻にぶつけてしまったことを後悔しながらも、夫婦の運命に対する悲しみを2人で共有できたとも感じた。事実、それから杉江の半十郎に対するとげとげしい態度が次第に改まっていった。
気鬱になってから初めて墓参りに行けた日、浪人が旅籠の前で、その宿のまだ2歳にならない息子を捕まえ、抜き身の刀を振りかざして脅している場に遭遇した。杉江は同行していた伊助から木刀を取り上げると、見事に浪人を打ち据えて追い払った。その帰り道の杉江は、もはやすっかり気鬱から解放されたような声と表情だった。杉江は宿の男の子に亡くなった息子を重ね、その子を助け出したことで気持ちが救われたのではないかと、伊助は半十郎に語った。
浅沼直江
半十郎の娘。6歳。
伊助
浅沼家の律儀な下僕。53歳。本作は、伊助が半十郎に語った、杉江の武勇伝と気鬱快癒の報告で終わる。
ふで
浅沼家の下婢。50歳近い。近くの村に生まれて、一度城下の職人に嫁入ったが、不縁になって浅沼家に奉公に来た。気鬱を煩う杉江の代わりに家事いっさいをこなし、夜は機織りをし、直江に縫い物を教えたりする。
谷村新兵衛
半十郎の妻杉江の兄。若い頃は半十郎と共に直心流を学んだ仲でもある。大納戸勤め。杉江の愚痴を信じ込み、彼女の気鬱が、出世して家族を顧みなくなった半十郎のせいだと思って責めたこともあった。
派閥には属さない主義だったが、杉原元家老の病が全快すると、小出・杉原両派から誘いを受けるようになり、半十郎に相談した。結局、友人が属する杉原派に入った。

### 小出派
小出帯刀
筆頭家老。62歳。かつて栄華を誇った大派閥の望月派を継いだ派閥の頭領。
長男・長女は夭折し、残る次男新五郎も病弱で、結婚後5年たっても子ができない。新五郎が生まれてすぐに先妻を亡くし、新しく迎えた満江は子を産まなかった。そのため、自分の血を引く子が生まれることを望んで、満江公認の下、塩山多喜を妾に迎えた。
6年前の望月四郎右衛門暗殺の黒幕が自分だという噂を打ち消すためなどの理由を挙げ、甥の銀次郎に秘太刀「馬の骨」の遣い手を探索するよう命じ、半十郎にその手助けを命じた。銀次郎が命に関わるような立ち会いをしながら探索をしていることを聞いても、それをやめさせようとしなかったことで、半十郎は帯刀に疑念を抱くようになる。
現藩主には康五郎という跡継ぎがいるが、自分の息のかかった三男光之丞を跡継ぎにしようともくろんでいる。そればかりか、望月暗殺の黒幕はやはり帯刀であり、そりの合わない藩主を暗殺しようとして失敗した。そのため、次は自分が暗殺されるのではないかと恐れ、暗殺剣である「馬の骨」を探索させたのである。
いよいよ自分の陰謀が明らかになりそうになり、重要な証人である淡路屋の元番頭を殺そうと、赤松織衛を連れてその住まいに向かった際、黒ずくめの男に刺殺された。
石橋銀次郎
定府の御留守居石橋瀬左衛門の次男で、帯刀の甥（母の久仁が帯刀の腹違いの妹）。20歳過ぎの美男子で、神道無念流の免許取り。帯刀に秘太刀「馬の骨」の遣い手を探索するよう命ぜられた。そして、矢野藤蔵を無理矢理立ち会わせて怪我をさせ、半十郎に狂犬のような男と評される。その後も、「馬の骨」を伝授された可能性のある5人の高弟を知ると、彼らの弱みを握って脅しをかるなどして立ち会いに引きずり込んでいく。そのために大怪我をすることもあったが、銀次郎は偏執的に「馬の骨」探しに没頭していった。
5人の高弟との立ち会いが終わり、誰も「馬の骨」を伝授されていないことが判明し、江戸に戻ろうとしたが、その時に帯刀の妾の多喜を連れて行こうとした。それを知った帯刀が赤松織衛らを討手として差し向け、彼らと斬り合った銀次郎は大怪我をし、半十郎の家に転がり込んできた。そして、北爪平九郎の屋敷に連れてこられ、半十郎と平九郎に、父から聞いた帯刀に関する疑念について語った。そして、帯刀が「馬の骨」を探したのは、藩主を暗殺する企てが失敗したため、今度は自分が暗殺されることを恐れてのことだったようだと語った。その後、「馬の骨」探しをあきらめ、江戸に戻っていった。
望月四郎右衛門隆安
藩内に隠然たる勢力を持った派閥の長で、筆頭家老の職にあったが、6年前、何者かに暗殺された。犯人については対立する杉原派が仕掛けたとも、望月の傲岸さを憎んだ前藩主が命じたものとも噂された。望月派に属していた帯刀は、その勢力を受け継いで頭領におさまった。
小出満江
帯刀の後妻で、子を産まなかったが、すこぶる気立てが良いため、帯刀は離縁しなかった。
塩山多喜
足軽塩山孫七の娘。18歳。元は小出家に奉公する女中で、帯刀が妾にしたが、銀次郎も手を出した。そして、どちらの子か分からないが（半十郎の評）、翌年男子を産んだ。
銀次郎が江戸に戻ろうとした時、自分も連れて行って欲しいと泣いて懇願し、一緒に旅立ったが、途中で帯刀の家来に追いつかれ、連れ戻されてしまった。
野原甚之助
半十郎と同じ近習頭取で、小出派に属している。石渡新三郎の暗殺計画が小出派内にあることを河村作左衛門の屋敷で聞き、それを半十郎に告げた。
金内修理・河村作左衛門
旧望月派の重鎮で、現在は小出派に属する。金内は中老、河村は組頭。
河村金吾
御世子付頭役。小出派の組頭、河村作左衛門の嫡男。中迫道倫の自裁後、側用人石渡新三郎が望月家の縁者に会っているといううわさが流れた頃から、銀次郎の家にたくさんの人が集まるようになったが、その会議を取り仕切った。
中迫道倫
江戸で雇われた定府の医師だが、藩主の信頼厚く、たびたび参勤にも付き添った。銀次郎が国元に来る1年近く前、拝領していた屋敷で自裁した。彼が長年藩主に毒をすすめていたという噂が立ったが、すぐにたち消えた。ところが、後の調べで、帯刀の密かな推挙で藩邸入りしたことが判明し、藩主の毒殺未遂は事実であって、その背後に帯刀がいるとの疑惑が深まった。
石橋瀬左衛門
銀次郎の父で、定府の御留守居。妻の久仁が、帯刀の腹違いの妹。銀次郎が帯刀に呼ばれて国元に赴く際、中迫道倫が藩主に毒をすすめていたという噂が真実らしいということ、中迫を江戸藩邸に入れたのは実は帯刀らしいということ、藩主が望月家取り潰しの一件で帯刀に嵌められたと発言し、それを知った帯刀と藩主の仲がより悪くなったということを語った。そして、望月家取り潰しの件で帯刀が後ろ暗い役割を演じ、それが弾劾される前に藩主を暗殺しようとしたのではないかという推理を語った。また、銀次郎が帯刀を助けるのは当然だが、藩主につくか帯刀につくか迷った時は藩主につくようにと戒めた。
赤松織衛
銀次郎が半十郎に語ったところによると、赤松は瀬左衛門の知り合いで、瀬左衛門の私用で小出邸に来た、そして、剣客というわけではないが、剣はよく遣い、赤松なら飯塚孫之丞に勝てるかも知れないという。しかし、真実は帯刀が呼び寄せた用心棒であり、癖のある剣を遣う。多喜を連れて江戸に向かった銀次郎を襲い、傷を負わせた。また、一時帰国した石渡新三郎を襲撃し、護衛についていた沖山茂兵衛を殺害し、北爪平九郎に重傷を負わせた。

### 矢野道場
矢野藤蔵
樽屋町に住む30歳過ぎの御馬乗り役（藩主の馬の調教係）。代々、不伝流剣法の道場を開いている。銀次郎と半十郎が訪ねると、「馬の骨」は祖父惣蔵が工夫して、父仁八郎に伝えたものだが、不肖の弟子である自分には伝わっていないと語る。そして、しぶしぶ父の時代の高弟5人の名を銀次郎らに告げる。後に銀次郎と立ち会って敗れ、あばら2本にひびが入った。そして、5人の高弟を呼び、やむなく銀次郎と立ち会う場合には、「馬の骨」を使ってはならぬということと、半十郎の同席を願うようにと命じた。
矢野仁八郎
藤蔵の父で、剣の達人として名高い。10年前に亡くなった。
矢野惣蔵
藤蔵の祖父。故人。藩主（先々代）を襲おうとしていた暴れ馬の前に立ちふさがり、首の骨を両断して即死させた。秘太刀「馬の骨」はその時に遣った剣に工夫を重ねて生み出したものかと、半十郎は想像した。
兼子庄六
矢野家の家僕。50代。厩足軽の厄介叔父で、矢野仁八郎が家事手伝いや門弟の世話をさせるために連れてきた。自身も仁八郎から剣術の手ほどきを受けていて、藤蔵によれば少々手筋を心得を知っている程度の話だったが、半十郎が偶然目撃した稽古では、高弟長坂権平を軽くあしらっているように見えた。半十郎は、彼も「馬の骨」を伝授された可能性があると思ったが、北爪平九郎が半十郎に語ったところによれば、庄六は免許は受けたが高弟たちのように極意は受けていないという。
沖山茂兵衛
矢野仁八郎の5人の高弟の1人で、銀次郎と最初に立ち会った。大納戸頭を勤める52歳。今は太っているが、若い頃は「受けの沖山」と呼ばれ、得意の横胴で、御前試合を何度も勝ち抜いた。杉原派への商人たちからの献金を受け取る窓口をしていたが、それを銀次郎に突き止められて脅され、やむなく立ち会う。自身は肩を打たれて骨をくじかれたが、相打ちで銀次郎の胴をうち、肋骨にひびを入れた。
北爪平九郎と共に石渡新三郎の護衛についた際、襲撃してきた赤松織衛に殺害された。
内藤半左衛門
5人の高弟の1人で、銀次郎と2番目に立ち会った。5人の中では最年長の58歳。長く矢野道場の師範代を務めた。普請奉行助役100石。11年前、藩校始まって以来の秀才と評判だった嫡男守之助を病気で失った。そのとき嫁の民乃は懐妊しており、間もなく道之助を生んだが、それが半左衛門との間にできた子だと銀次郎に言われ、さらにそのことを銀次郎に教えた杵七を殺したのも半左衛門だと言われて、立ち会うこととなった。立ち会いでは、銀次郎に反撃のいとぐちもつかめぬほどの嵐のような打ち込みを続け、銀次郎を降参させた。
飯塚孫之丞と井森敬之進の試合の後、半十郎を訪ねてきて、敬之進が離縁した素女を孫之丞に娶わせたいと語り、協力を要請した。
長坂権平
5人の高弟の1人で、銀次郎と3番目に立ち会った。籠手打ちの名人。
代々御供目付を勤める家柄で、家禄80石を賜っていたが、参勤の行列が他藩と悶着を起こしたときの処理のまずさをとがめられ、30石を減らされて貸米役にされた。さらに、3年前の御前試合で無気力な戦いをして藩主の怒りを買い、現在は兵具方25石に落とされている。そのため、家中で評判になるほど夫婦仲が悪くなり、たびたび妻の登実が家出してしまう。このたびも登実が実家に戻ったきり、半年たっても帰ってこない。兵具方に移った頃から胃を痛めており、やせていて顔色が青白い。
最初は、他の高弟同様、銀次郎との立ち会いを拒否していたが、自分と立ち会えば、帯刀が藩主に取りなして、少しでも家禄を戻すよう掛け合ってくれると説得したため、権平は銀次郎との立ち会いを承諾する。
8歳の頃に父を亡くし、母に女手ひとつで育てられたためか、いざというときに気後れしてしまう性質。銀次郎との最初の試合でも恐怖を示し、肩を打たれて敗れた。しかし、登実が帰る条件は、夫が男らしく闘うことであり、しかも登実は懐妊しているということを半十郎から聞かされ、再戦する。そして、矢野道場内では長く禁手とされていた拳割りというわざを遣って、銀次郎の左拳を砕いた。登実が戻ってきてからは夫婦仲良く暮らしているが、胃弱は治っていない。
沖山茂兵衛を殺した赤松織衛を倒そうと、飯塚孫之丞と共に機会を狙っていたが、その際黒ずくめの男が帯刀を刺殺する場面を目撃する。ただし、帯刀に同行していた赤松織衛が殺される場面は見ていない。
飯塚孫之丞
5人の高弟の1人で、銀次郎と4番目に立ち会った。5人の中では最年少の28歳で、近習組勤め。直属の上司である半十郎は、裏おもてがなく、勁直だが粗暴でなく、快活だが立居はやわらかくつつしみ深い孫之丞を日頃から高く評価している。
師である仁八郎が亡くなった年、すなわち18歳の時に免許をもらい、矢野道場創始以来の天才と呼ばれたほどの剣豪。
4年前の御前試合で親友の井森敬之進に敗れた。二人とも共通の親友加持新之介の妹、素女を好いており、加持の父が御前試合で勝った方に素女を嫁にやると約束していたが、素女が敬之進を好いていると誤解した孫之丞が勝ちを譲ったのである。それを銀次郎に掴まれて脅され、立ち会いに応じることとなる。立ち会いでは、はげしい打ち合いのあとで肩を打たれた孫之丞が負けを認めた。しかし、それは半十郎に勧められて手を抜いたためである。それを見抜いた銀次郎は、敬之進に御前試合での手抜きの事実を告げてそそのかし、孫之丞と試合をさせた。その試合は孫之丞の勝利に終わるが、敬之進との友情も壊れてしまう。その後、内藤半左衛門から、敬之進に離縁された素女との縁談が持ち上がり、半十郎の協力もあって話は順調に進んでいった。
赤松織衛が沖山茂兵衛を殺すと、復讐の機会を長坂権平と共に狙っていたが、帯刀と赤松を黒ずくめの男が殺す現場を半十郎と2人で目撃する。そして、その男の正体に気づいたが、そのことを誰にも言うまいと半十郎と共に誓った。
北爪平九郎
5人の高弟の1人。銀次郎と5番目に立ち会った。30代半ば。御番頭。元々は次男として生まれ、剣士として生きることを目指していたが、長兄が亡くなったために跡目を継ぐこととなった。そのためか、藩内で名家とされる家の当主にふさわしい言動に欠け、変わり者と呼ばれている。
平九郎を何者かが闇討ちしようとして、峰打ちで返り討ちにした場面に、たまたま半十郎が遭遇すると、彼に帯刀の狙いは「馬の骨」の探索ではなく、藩内の小出派に属していない剣士たちの力量を探るためであり、最近杉原派に荷担している側用人の石渡新三郎を暗殺する企ての準備だろうと、自身の考えを述べた。そして、帯刀と藩主との仲が、修復不能なほどに悪化しており、帯刀はお世継ぎである康五郎に代わって、自分の息がかかっている三男光之丞を世継ぎにしようと画策していると述べた。そして、同じことをある会合でぶちあげ、帯刀を批判したため、闇討ちに遭ったのだろうと言った。
亡兄の妻だった人の家に出入りしているところを銀次郎に突き止められ、立ち会うこととなる。立ち会いは、平九郎が銀次郎の木刀をどのようにしてか宙に飛ばすことで勝利した。戦い後に半十郎に語ったところによると、平九郎が美しい嫂に今もあこがれ、あがめているのは事実のようだが、現在嫂は死病に冒されており、あと2、3年の命であることを本人も知っていて、平九郎は嫂を喜ばせるため、月に2度訪問して世間話をしながら酒を汲みかわしているという。
帯刀が送った討手によって怪我をした銀次郎から、帯刀の陰謀について聞くと、銀次郎とその家族の安全を保証した。
帰国した側用人石渡新三郎から密かに身辺警護を依頼され、沖山茂兵衛と共に護衛についたが、襲ってきた赤松織衛によってひどい手傷を負う。そして、半十郎を呼び、復讐心にいきり立つ長坂権平と飯塚孫之丞を押さえて欲しいと願う。
内藤民乃
内藤半左衛門の嫡男守之助の妻。守之助が病死したときには妊娠しており、道之助という男子を産んだ。30代半ばのはずだが、若々しい。
杵七
内藤家の元奉公人で、台所手伝いの女に再三夜這いをかけたり、民乃が入浴しているのを覗いたりしたため罷免され、今は日雇いや商家の使い走りをしている。40歳過ぎ。銀次郎に半左衛門と民乃が密通していたと告げた。銀次郎はそれは作り話だと見抜いたが、それをネタに半左衛門に立ち会いを求めた。その後、杵七は何者かに殺されてしまう。
三宅重兵衛
長坂権平の妻登実の兄。御納戸勤めで、半十郎とは顔見知り。長坂家の事情を知るため、半十郎と銀次郎が話を聞いた。
長坂登実
長坂権平の妻。大柄の美人。しっかり者のところを権平の母に見込まれ、妻に迎えられた。しかし、家禄を減らされたばかりか、復興の気概を見せようとしない夫との仲が冷え込み、たびたび実家に戻るようになる。半年前に戻ったときには、妊娠していることが分かり、そのまま実家にとどまっている。銀次郎から、もし権平が銀次郎と試合をし、それで家禄がいくらかでも戻されたなら、長坂家に帰ってもいいかと打診されると、もし夫が銀次郎と男らしく闘ったなら、その日のうちにも帰るが、試合ぶりが卑怯なら、たとえ家禄が戻っても帰らないと答えた。半十郎と銀次郎は、その答えに感服する。立ち会い後、夫が男らしく闘って銀次郎を打ち破ったと聞き、涙を流した。それからは夫婦仲良く暮らしている。

### その他
播磨守親好
先代藩主。4年前（望月暗殺事件の2年後）に病死した。望月の死後、嗣子がいないこと、殺されたときに刀を抜いていない武道不覚悟、生前の執政に偏頗があったことを理由に、望月家を取り潰した。
播磨守
現藩主。江戸屋敷に道場をつくって師を招き、小野派一刀流を修行した剣客でもある。そのため、3年前の御前試合で長坂権平の無気力な試合ぶりを見抜いて激怒し、家禄半減と役替えを命じた。
以前から、帯刀との仲は良くなかったが、最近では修復不可能なほどに悪化している。それは、先代藩主が望月を暗殺するよう命じ、さらに望月家を取り潰したのが、帯刀による陰謀の結果だということに気づいたからである。さらに、医師を使って自分を毒殺しようとしたのも帯刀であるとの疑念からである。そこで、側用人石渡新三郎に大きな権限を与えて真相を究明させ、帯刀の罪状が明らかな時は、「馬の骨」を遣う暗殺者によって殺害するよう命じた。
石渡新三郎
側用人。番頭の家の出で、年齢は半十郎の3つほど上でしかないが、その人格や見識は家老衆にもうやまわれている。一派閥だけが栄えて力を振るうのは藩のためにならぬという考えから、最近では小出派に対抗する杉原派の再建に力を貸している。
江戸屋敷の医師中迫道倫が藩主を毒殺しようとし、その背後に帯刀がいるらしいことをつかむと、江戸家老の由利万之助と共に真相究明に乗り出した。
由利万之助
長く江戸家老を勤めている。中迫道倫が藩主に毒をすすめていたことがどうやら真実らしいと分かると、側用人の石渡新三郎と共に国元と連絡を取りながら、帯刀と中迫とのつながりを調べ上げた。
杉原忠兵衛
望月暗殺事件に乗じて藩政の主導権を握った。そして、藩内を良く治めたが、半年前に大病を煩い、帯刀と交代せざるを得なくなる。今は病も癒えてきていて、沖山茂兵衛が銀次郎に脅されているのを知り、半十郎に仲介役を求めた。
笠原六左衛門
望月四郎右衛門の検死を行なった大目付で、2年前に隠居している。藩主が暗殺を命じたのではないかという噂のせいか、犯人捜しに熱意を示さず、事件の始末をうやむやにしておさめた。検死の際、傷を見て「ほう、馬の骨か」とつぶやいたというが、帯刀が確認してもそんなことは言っていないと否定した。
小出派を抜けることを帯刀に告げた半十郎が訪ねると、自分は矢野仁八郎と懇意であって、実際に遣うところを見たことはないが、「馬の骨」がどのようなものかは聞いており、望月を殺したのは確かに「馬の骨」だと述べた。
中林市之進
上方役。国元に戻って帯刀と面会した際、「馬の骨」に関して祖父市兵衛が目撃した話を告げた。それによると、市兵衛の同僚だった矢野惣蔵が、藩主（先々代）を襲おうとしていた暴れ馬の首の骨を両断したという。
井森敬之進
御使番。4年前の御前試合で飯塚孫之丞に勝利し、彼と共通の親友である加持新之介の妹、素女を3年前に妻に迎えた。銀次郎に、御前試合で孫之丞が勝ちを譲ったこと、素女は本当は孫之丞の方を好いていたことを教えられ、素女を離縁した上で孫之丞と試合をし、敗れた。
氏家清太夫
4年前の御前試合で、孫之丞と敬之進の試合の審判を勤めた。銀次郎に、あの試合では孫之丞の方が力量が上であり、不思議な試合だったと2度も告げた。
曾根幾之進
江戸詰の近習頭取で、半十郎とは昵懇の仲。10歳になる息子の励武館入門の介添えを願う手紙の中で、藩主の帰国が例年より半月ほど遅れることと、側用人の石渡新三郎がひと足先に帰国することになったことを書いてよこした。

## テレビドラマ

### スタッフ
- 原作：藤沢周平
- 脚本：山本むつみ
- 音楽・演奏：近藤等則
- 時代考証：大石学
- 風俗考証：北原進
- 所作指導：藤間蘭黄
- CG制作・タイトルオブジェ：松本弘
- 殺陣指導：新実
- 制作統括：菅野高至(第1, 2, 3, 6話)、吉田雅夫(第1〜6話)、小林千洋(第4, 5話)
- 演出：高橋陽一郎(第1, 2, 4, 6話)、山下白(第3, 5話)
- 共同制作：NHKエンタープライズ
- 語り：南果歩

### 出演
- 石橋銀次郎：内野聖陽
- 浅沼半十郎：段田安則
- 浅沼杉江：南果歩
- 小出帯刀：近藤正臣
- 多喜：麻里也
- 矢野藤蔵：小市慢太郎
- 沖山茂兵衛：六平直政
- 内藤半左衛門：本田博太郎
- 長坂権平：尾美としのり
- 登美：中原果南
- 飯塚孫之丞：音尾琢真
- 井森敬之進：尾崎右宗
- 素女：粟田麗
- 北爪平九郎：高橋和也
- 大前屋久兵衛：松山政路
- 加代：広田レオナ
- 清次：マギー
- 杉原忠兵衛：不破万作
- 孫之丞の母：橘ユキコ
- 守岡弥九郎：徳井優
- 民乃：小松みゆき
- 河村作左衛門：鶴田忍
- 浅沼直江：守山玲愛
- 石渡新三郎：今井朋彦
- 笠松六左衛門：伊藤克信
- 若党：三村晃弘
- 谷村新兵衛：浅野和之
- 赤松織衛：森聖二
- 道之助：中村陽介
- 三宅重兵衛：清水明彦
- ふで：松美里杷
- 伊助：本多晋
- 浪人：岡田正典
- めし屋の夫婦：林家ペー、林家パー子
- 茨城県伊奈町のみなさん

ほか

### 放映リスト（サブタイトルリスト）
| 話数 | 初回放送日    | サブタイトル       |
| ---- | ------------- | ------------------ |
| 1    | 2005年8月26日 | 密命               |
| 2    | 9月2日        | 武士にあるまじき者 |
| 3    | 9月9日        | 拳割り             |
| 4    | 9月16日       | 甦る対決           |
| 5    | 9月23日       | 最後の一人         |
| 6    | 9月30日       | 暗闘               |